# Cerodontha magellani
Cerodontha magellani este o specie de muște din genul Cerodontha, familia Agromyzidae, descrisă de Spencer în anul 1982. Conform Catalogue of Life specia Cerodontha magellani nu are subspecii cunoscute.